# Сеанс гіпнозу
«Сеанс гіпнозу» — радянський комедійний короткометражний чорно-білий художній фільм 1953 року, знятий режисером Хананом Шмаїним на кіностудії «Мосфільм».

## Сюжет
Гіпнотизер-шарлатан Мігалкін дає черговий сеанс в птахорадгоспі. Однак замість асистента, що зазівався, на сцену виходить нічний сторож Микита Борщов і починає критикувати все начальство, перебуваючи нібито в стані гіпнозу.

## У ролях
- Олексій Грибов — Микита Борщов
- Сергій Мартінсон — Аркадій Мігалкін
- Михайло Яншин — Вєрепєтуєв
- Софія Гаррель — дружина Вєрепєтуєва
- Павло Павленко — Дрожжинський
- Олена Савицька — дружина Дрожжинського
- Рина Зелена — глядачка
- Ніна Гребешкова — епізод
- Олена Понсова — епізод
- Тетяна Пельтцер — працівниця птахорадгоспу
- Валентина Телегіна — працівниця птахорадгоспу
- Еммануїл Геллер — асистент
- Маргарита Жарова — епізод
- Вікторія Чаєва — епізод
- Алевтина Рум'янцева — глядачка

## Знімальна група
- Режисер — Ханан Шмаїн
- Сценаристи — Леонід Ленч, Ханан Шмаїн
- Оператор — Галина Пишкова
- Композитор — Арам Хачатурян
- Художники — Володимир Камський, Георгій Турильов